# Bayou Country
Bayou Country este al doilea album al trupei americane Creedence Clearwater Revival, lansat în 1969.

## Tracklist
1. "Born on The Bayou" (5:16)
2. "Bootleg" (3:03)
3. "Graveyard Train" (8:37)
4. "Good Golly Miss Molly" (Robert "Bumps" Blackwell, John Marascalco) (2:44)
5. "Penthouse Pauper" (3:39)
6. "Proud Mary" (3:09)
7. "Keep on Chooglin" (7:43)

- Toate cântecele au fost scrise de John Fogerty cu excepția celor notate.

## Single-uri
- "Proud Mary" (1969)
- "Born on The Bayou" (1969)

## Componență
- Doug Clifford - baterie, bas
- Stu Cook - chitară bas, tobe
- John Fogerty - chitară, muzicuță, voce
- Tom Fogerty - chitară ritmică, voce de fundal